# Guéhébert
Guéhébert è un comune francese di 128 abitanti situato nel dipartimento della Manica nella regione della Normandia.

## Società

### Evoluzione demografica
Abitanti censiti